# Katarzyna Jurkiewicz
Katarzyna Starr (Jurkiewicz) (ur. 21 października 1982 w Katowicach) – polska szachistka.

## Kariera szachowa
Na przełomie XX i XXI wieku należała do ścisłej krajowej czołówki juniorek, wielokrotnie zdobywając medale mistrzostw Polski w różnych kategoriach wiekowych:
- 1998 – Krynica Morska (złoty, do 16 lat), Trzebinia (złoty, do 20 lat),
- 1999 – Nowa Ruda (złoty, do 18 lat), Trzebinia (srebrny, do 20 lat),
- 2000 – Trzebinia (złoty, do 20 lat),
- 2001 – Brzeg Dolny (złoty, do 20 lat),
- 2002 – Trzebinia (srebrny, do 20 lat).

Była również wielokrotną reprezentantką Polski na mistrzostwach świata i Europy juniorek, najlepsze wyniki osiągając w latach 1998 (Oropesa del Mar, MŚ do 16 lat – VI m.) oraz 1998 (Oropesa del Mar, MŚ do 18 lat – IX m.). W 2001 r. zdobyła trzy medale na rozegranych w Rio de Janeiro drużynowych mistrzostwach świata juniorów.
W swoim dorobku posiada dwa medale mistrzostw Polski w kategoriach ze skróconym czasem gry: w 2000 r. w Żninie zdobyła brązowy medal w szachach błyskawicznych, a w 2002 r. w Płocku – również brązowy, w szachach szybkich. W 2002 r. jedyny raz w karierze wystąpiła w finale indywidualnych mistrzostw kraju kobiet, zajmując w Ostrowie Wielkopolskim XI miejsce.
W 2003 r. zakończyła karierę szachową i od tego roku w turniejach klasyfikowanych przez Międzynarodową Federację Szachową startuje bardzo rzadko.
Najwyższy ranking w karierze osiągnęła 1 lipca 1999 r., z wynikiem 2225 punktów zajmowała wówczas 11. miejsce wśród polskich szachistek.